# Юга
Ю́га (санскр. युग IAST: yuga букв. «пара», «ярмо», лат. iugum, рус. иго) — в космологии индуизма — эры. Индуизм называет маха-югой четыре юги, сменяющие друг друга циклически в указанной последовательности:
- Сатья-юга или Крита-юга
- Трета-юга
- Двапара-юга
- Кали-юга

В каждой последующей из юг внутри цикла понимание истины и нравственность уменьшаются, а невежество растёт. Конец Кали-юги должен ознаменоваться появлением Калки, 10-й аватары Вишну, очищающего мир и начинающего новую маха-югу. Каждой юге предшествует период названный в Пуранах сандхья — «сумерки», или переходный период, а за ним следует другой период такой же продолжительности, называемый сандхьянса — «часть сумерек»: каждый из них равен десятой доле соответствующей юги.
Существует три основные теории о югах, существенно отличающиеся друг от друга: традиционная, индийского гуру Шри Юктешвара (1855—1936) и европейских и американских исследователей Рене Генона (1886–1951), Ален Даниэлу (1907–1994) и др.

## Традиционная теория
Согласно традиционной теории, продолжительность юг исчисляется годами дэвов. «Бхагавата-пурана» утверждает, что каждый такой год равняется 360 годам смертных людей. Таким образом мы имеем:
| юга         | продолжительность, г.д. | сандхья и сандхьянса, г.д. | общая продолжительность | общая продолжительность |
| юга         | продолжительность, г.д. | сандхья и сандхьянса, г.д. | в годах дэвов           | в годах смертных людей  |
| Сатья-юга   | 4000                    | 400                        | 4800                    | 1 728 000               |
| Трета-юга   | 3000                    | 300                        | 3600                    | 1 296 000               |
| Двапара-юга | 2000                    | 200                        | 2400                    | 864 000                 |
| Кали-юга    | 1000                    | 100                        | 1200                    | 432 000                 |

Всего 4 юги длятся 12 000 лет дэвов, или
4 320 000 лет смертных людей. Данный период из четырёх юг именуется «чатуръюгой» (или «махаюгой») и составляет тысячную часть кальпы, или двухтысячную часть суток Брахмы, равных 8,64 млрд лет. В течение одного дня Брахмы миром правят четырнадцать Ману (четырнадцать «манвантар»). Таким образом одна манвантара длится 71 чатуръюгу.

## Теория Свами Шри Юктешвара

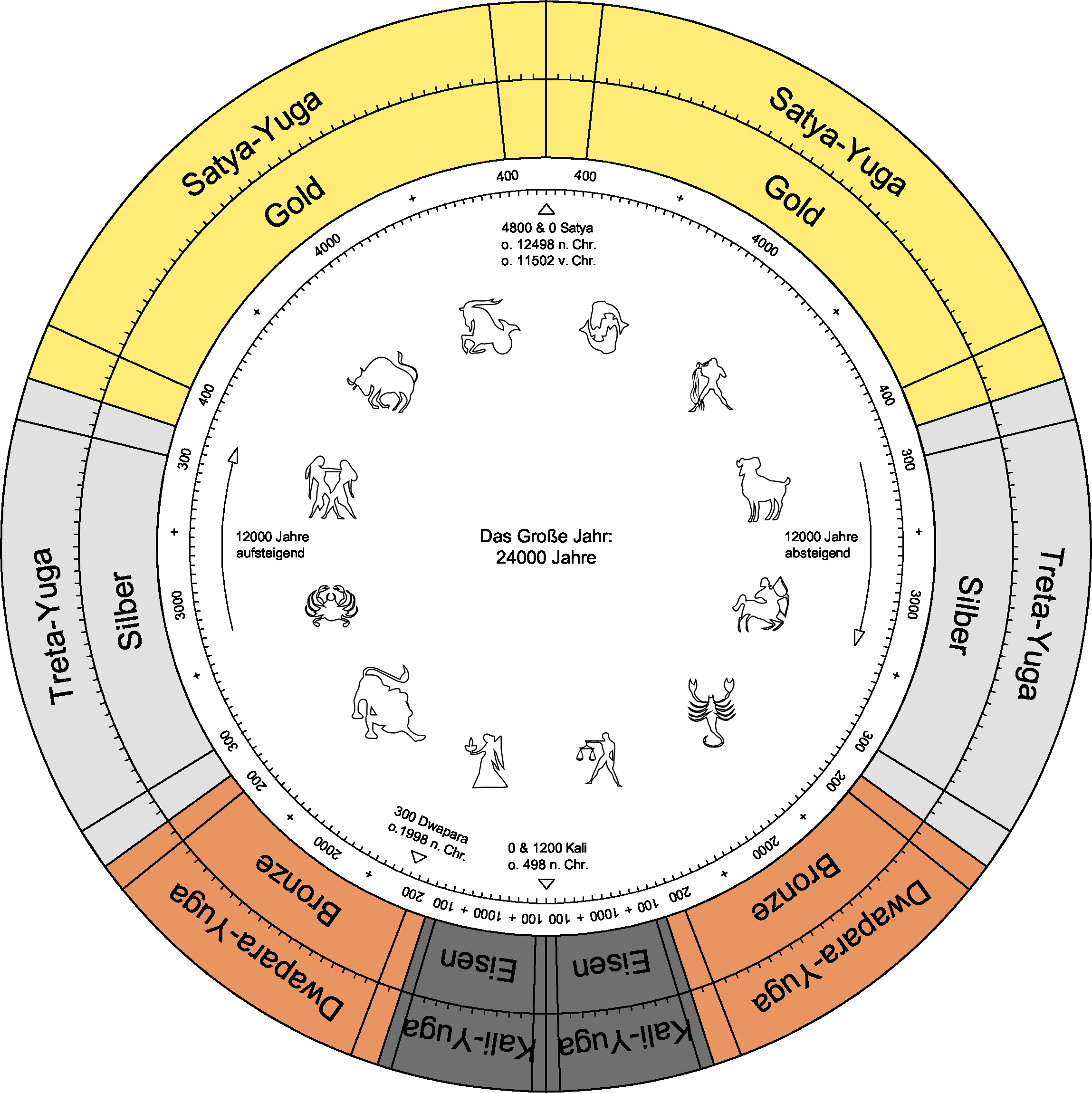
Круговорот четырёх юг
по немецкому изданию «Святой науки» (1894) индийского гуру Юктешвара:
• инволюция — нисходящее движение от сатья-юги к кали-юге (к невежеству и материализму);
• эволюция — восходящее движение от кали-юги к сатье-юге (просветлению).

В конце XIX века была представлена иная теория о югах, не соответствующая канонической. Известный индийский астролог и духовный деятель Свами Шри Юктешвар в своей книге «Святая наука» утверждает, что традиционные подсчёты астрологов, в том числе те, что опираются на труды таких учёных, как Куллука Бхатта, производивших свои подсчёты под всеохватывающим влиянием тёмного века материализма (Кали-юга), содержат грубейшие ошибки. Согласно подсчётам Шри Юктешвара (приведённых непосредственно в его труде), на момент написания книги (1894 год) мир прошёл уже через 194 года атомной эры (Двапара-юги), в которую он вступил в примерно в 1699 году. Столетний переходный период от Кали-юги к Двапара-юге, который, соответственно, начался около 1600 года, сопровождался событиями, которые убедительно доказывают, что человечество начало пробуждаться от восприятия только лишь грубой материи к восприятию тонких сил.

Когда столетний переходный период [от Кали-юги к Двапара-юге] вступил в силу, человек начал пробуждаться к восприятию тонких сил, панчатанматра, или атрибутов электричества; в мире политики также начал воцаряться покой. Приблизительно в 1600 году н. э. Уильям Гильберт обнаружил существование магнитных сил и исследовал электрические свойства тел. В 1609 году Кеплер сформулировал существенные по своей значимости законы астрономии, а Галилей сконструировал телескоп. В 1621 году нидерландский изобретатель Дреббель изобрёл микроскоп. Приблизительно в 1670 году Ньютон открыл закон всемирного тяготения. В 1700 году Томас Севери применил паровой двигатель для подъёма воды. Двадцать лет спустя Стивен Грей исследует электропроводность человеческого тела.

Современная теория Свами Шри Юктешвара была со временем принята на Западе, в том числе благодаря тому, что была доступно разъяснена Парамахансой Йоганандой в книгах «Бхагавадгита: Беседы Бога с Арджуной. Царственная наука Богопознания», «Автобиография йога» (глава 16) и других. Например, в 6-й главе книги The Divine Romance Йогананда вкратце рассказывает:

Эти циклы [юги] длятся по 24 000 лет, и каждый из этих циклов подразделяется на четыре юги (эпохи). 12 000 лет цикла приходятся на восходящее движение к просветлению, другие 12 000 лет — на нисходящее движение к невежеству и материализму. Каждый из этих полуциклов называется Дайва-югой. С момента сотворения Земля прошла через большое количество полных циклов. Вот четыре эпохи, из которых состоит каждая Дайва-юга: Кали-юга — тёмная эпоха материализма; Двапара-юга — эпоха электричества (атомная эра); Трета-юга — эпоха умственного развития; Сатья-юга — век истины и просвещения… Земля уже прошла через Кали-югу, эпоху материализма длительностью 1200 лет… Прошло уже около 240 лет [по состоянию на 1940 год] с момента начала второй эпохи, Двапара-юги, общая продолжительность которой составляет 2400 лет.

Йогананда указывает на то, что длительность Трета-юги составляет 3600 земных лет и что это эра умственного развития, в которой сила человеческого ума будет развита в большей степени, нежели сейчас, а электричество будет использоваться гораздо реже, чем в Двапара-юге. Эпоха истины, Сатья-юга, продлится 4800 земных лет, после чего мир вновь начнёт медленно соскальзывать в невежество, пока вновь не «опустится» до Кали-юги. По утверждению Йогананды, 24000-летние циклы будут продолжаться до тех пор, пока все души не обретут полное освобождение в Духе и Земля потеряет своё предназначение как плацдарм для развития душ.

## Теория европейских и американских исследователей
Рене Генон в своей работе «Традиционные формы и космические циклы» произвёл всесторонний анализ характера и продолжительности юг. По его данным, Махаюга длится 64 800 лет. По эрам получается следующая картина: Сатья-юга — 25 920 лет, Трета-юга — 19 440 лет, Двапара-юга — 12 960 лет, Кали-юга — 6480 лет.
Ален Даниэлу в своём исследовании пришёл к цифрам немного меньшим: Махаюга — 60 487 лет, Сатья-юга — 24 195 лет, Трета-юга — 18 146 лет, Двапара-юга — 12 097 лет, Кали-юга — 6048 лет. Начало текущей Махаюги Даниэлу отнёс к 3606 году до н. э., окончание Кали-юги — к 2442 году. В продолжительность юг входят рассвет и сумерки (англ. dawn & twilight) длительностью по 10 % от общего времени текущей эры. Например, рассвет нынешней Кали-юги начался в 3606 году до н. э., Кали-юга началась в 3102 году до н. э., сумерки Кали-юги начались в 1939 году, окончание Кали-юги и начало Сатья-юги – в 2442 году. Рассвет и сумерки длятся одинаково по 504 года.  Пропорции длительности юг — 4−3−2−1. Даниэлу в своём исследовании полагался на Линга-пурану.